# Radio Miraya

Logo de Radio Miraya.

Radio Miraya (c'est-à-dire : Radio Miroir) est une station de radio émettant grâce au soutien de la fondation Hirondelle et de la Mission des Nations unies au Soudan (MINUS). Elle diffuse pour le Sud du Soudan, le gouvernement de Khartoum ayant refusé de l'autoriser à émettre dans le Nord. Radio Miraya contribue à la construction d'un État sud Soudanais démocratique, paisible et stable à travers la diffusion d'information de qualité sur l'ensemble du pays. Créée en 2006, elle émet en anglais et en arabe de Djouba, capitale du Soudan du Sud. Radio Miraya compte 24 émetteurs FM et propose ses émissions toute la journée en direct sur son site internet. Trois heures de programmes sont aussi disponibles en ondes courtes chaque matin.

## Histoire
La MINUS commence à négocier l'ouverture d'une radio avec le gouvernement soudanais en octobre 2004. Ce n'est qu'en janvier 2006 qu'elle obtient une fréquence pour Khartoum et la province de Djouba dans le sud du pays. En février 2006 le gouvernement du Soudan du Sud invite la MINUS à émettre dans le Soudan du Sud, mais le pouvoir central s'y oppose car, selon lui, le gouvernement du Soudan du Sud n'a pas de pouvoir en matière de diffusion. Ce dernier persiste et attribue la fréquence 101MHz en mai 2006. Le 30 juin 2006 Radio Miraya commence ses émissions.

## Programmation
La station diffuse en arabe, en arabe de Djouba et en anglais. La station émet sur plusieurs fréquences en FM toute la journée. Fréquence sur ondes courtes: 9940 kHz de 03:00 UTC à 06:00 UTC. Les informations constituent l'essentiel de ses programmes.

## Récompenses
- 2006: second prix de la catégorie Talk-show au Radio Peace Africa Festival for Peace and Reconciliation[5].